# IC 3507
IC 3507 је галаксија у сазвјежђу Береникина коса која се налази на листи објеката дубоког неба у Индекс каталогу.
Деклинација објекта је + 25° 21' 48" а ректасцензија 12h 34m 4,4s. Привидна величина (магнитуда) објекта IC 3507 износи 16,7 а фотографска магнитуда 17,7. IC 3507 је још познат и под ознакама Reiz 2534, NPM1G +25.0290, PGC 3089514.